# Северак-ле-Шато
Севера́к-ле-Шато́ (фр. Sévérac-le-Château, окс. Severac del Castèl) — коммуна во Франции, находится в регионе Окситания. Департамент — Аверон. Административный центр кантона Северак-ле-Шато. Округ коммуны — Мийо.
Код INSEE коммуны — 12270.
Коммуна расположена приблизительно в 510 км к югу от Парижа, в 155 км северо-восточнее Тулузы, в 40 км к востоку от Родеза.

## Население
Население коммуны на 2008 год составляло 2395 человек.
| 1962 | 1968 | 1975 | 1982 | 1990 | 1999 | 2008 |
| ---- | ---- | ---- | ---- | ---- | ---- | ---- |
| 3093 | 3031 | 2931 | 2774 | 2486 | 2458 | 2395 |

## Экономика
В 2007 году среди 1419 человек в трудоспособном возрасте (15—64 лет) 1058 были экономически активными, 361 — неактивными (показатель активности — 74,6 %, в 1999 году было 71,9 %). Из 1058 активных работали 979 человек (522 мужчины и 457 женщин), безработных было 79 (33 мужчины и 46 женщин). Среди 361 неактивных 114 человек были учениками или студентами, 143 — пенсионерами, 104 были неактивными по другим причинам.

## Достопримечательности
- Замок Оберок (фр.). Памятник истории с 1991 года[3]
- Замок Ангейреск (фр.). Памятник истории с 1991 года[4]
- Церковь Сен-Дальмази (XII век). Памятник истории с 1991 года[5]
- Руины замка XIII века. Памятник истории с 1922 года[6]

## Фотогалерея

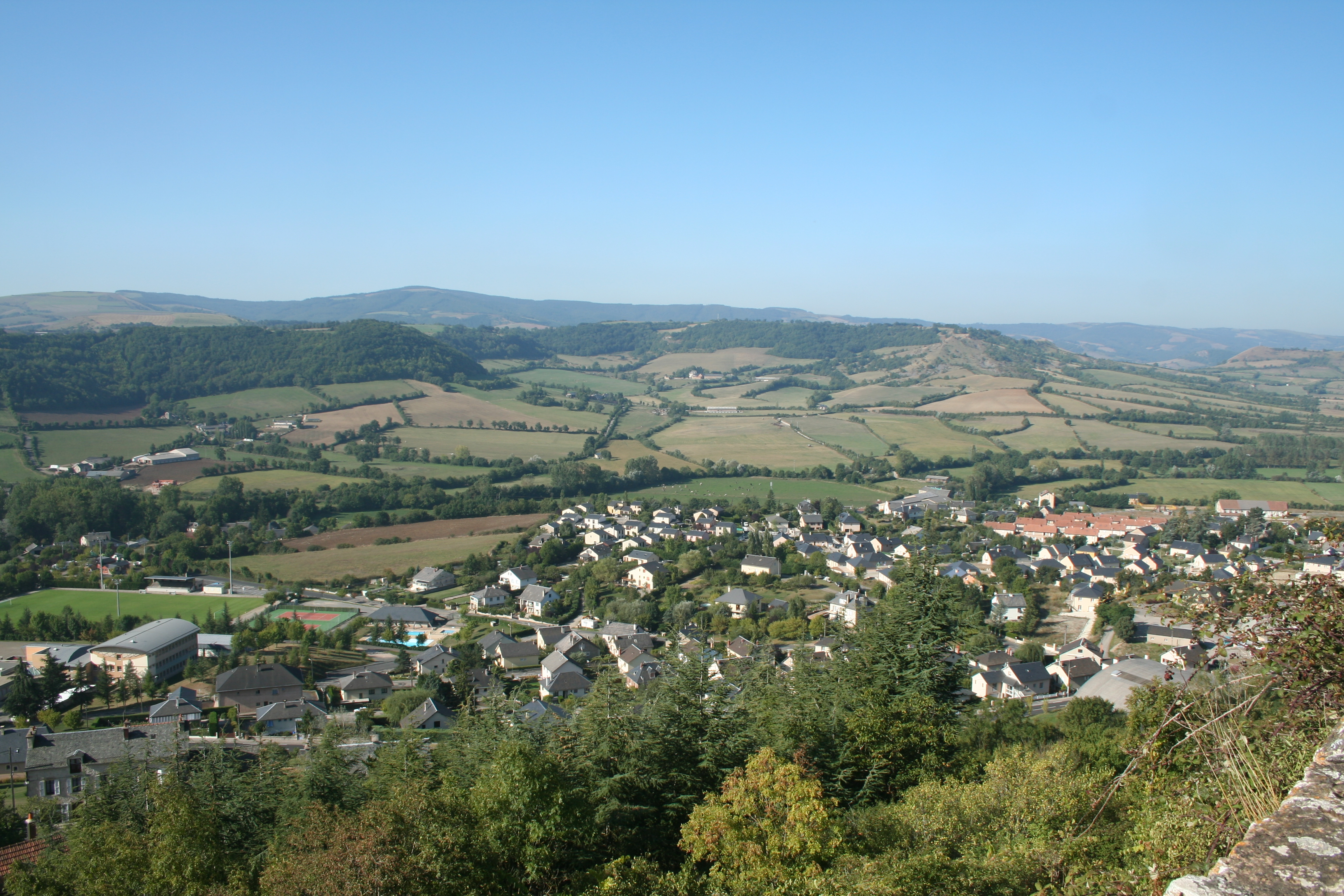
Северак-ле-Шато
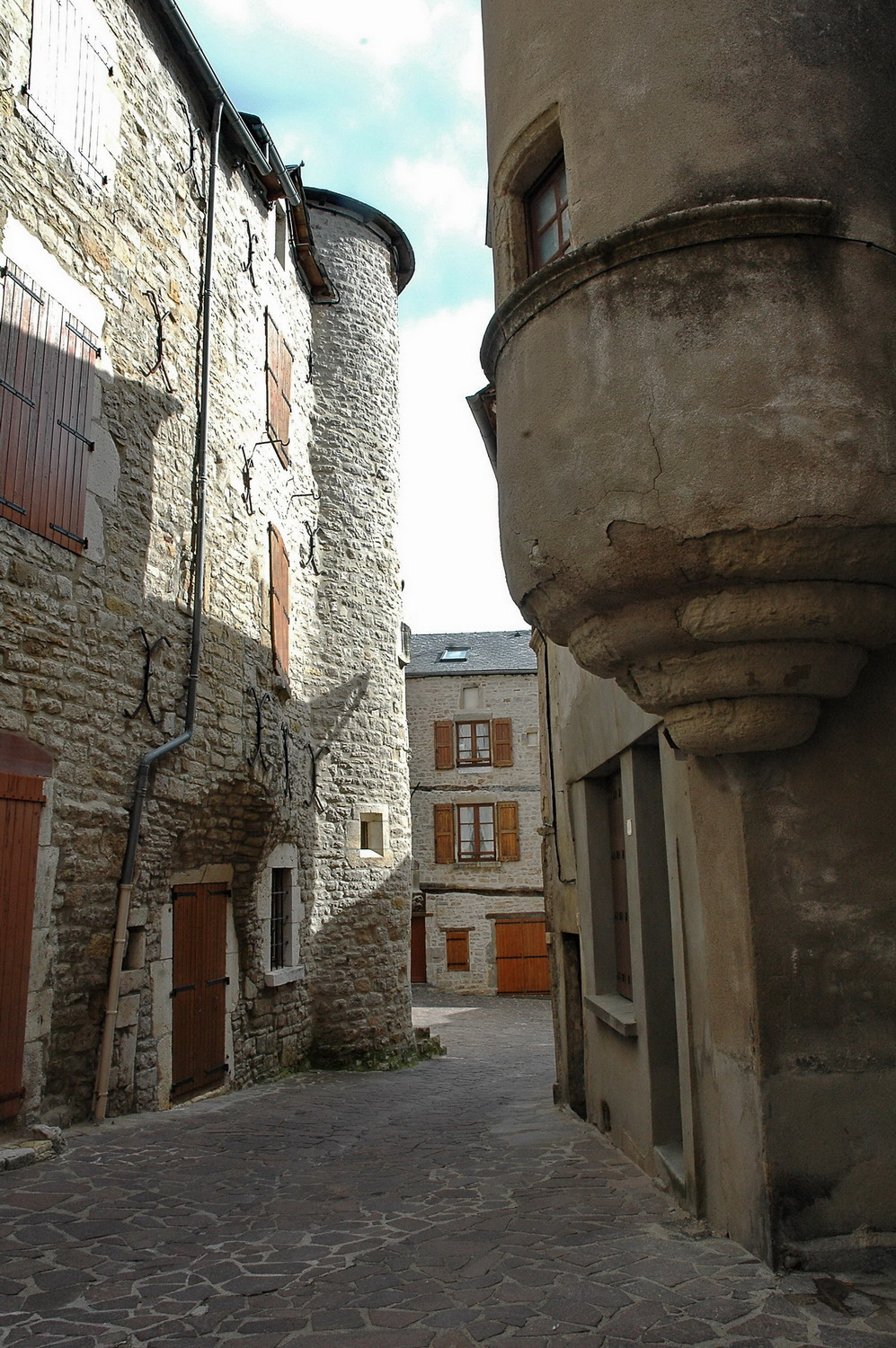
Северак-ле-Шато
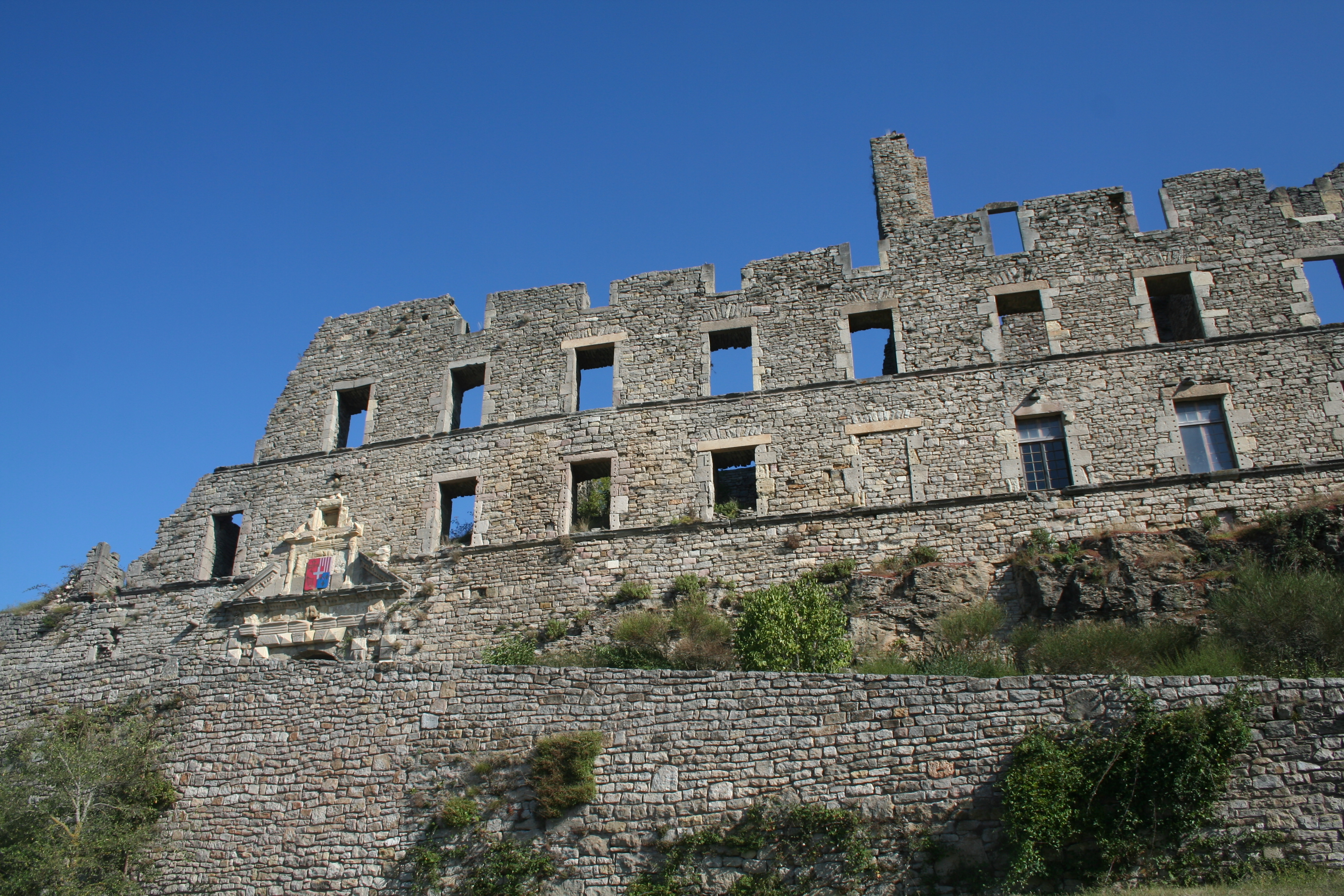
Руины замка
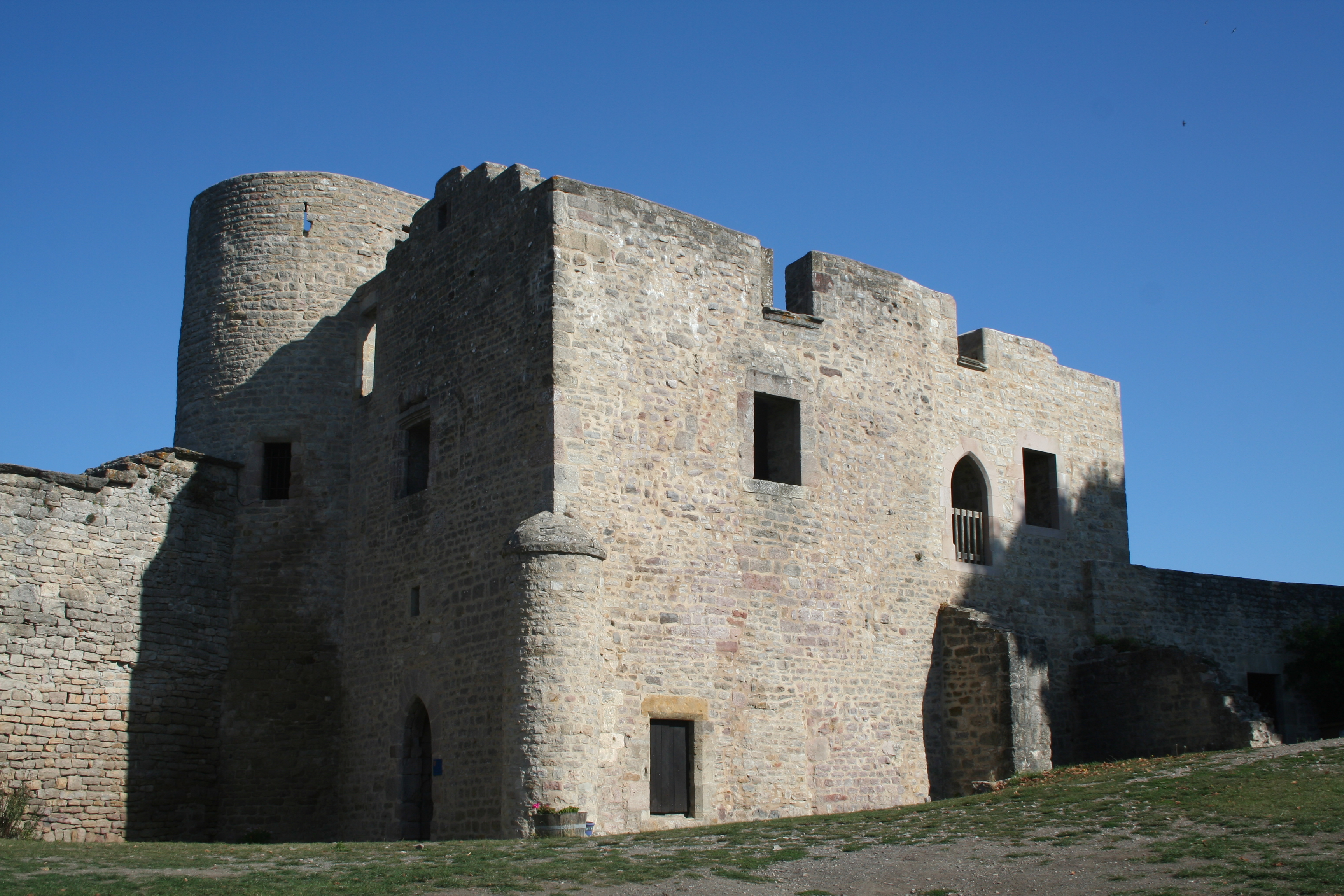
Замок